# 青春賦
「青春賦」（せいしゅんふ）は、2015年3月11日に発売された、ももいろクローバーZの14枚目のシングル。青春映画『幕が上がる』の主題歌・挿入歌を計4曲収録している。

## 収録曲解説
「行く春来る春」と「Link Link」は小規模な作曲コンペ（選考会）で選ばれた作品であり、どちらかが映画『幕が上がる』の主題歌になる予定であった。しかし監督の要望が大きく変わったため、作曲者を決め打ち（指名）する形で「青春賦」が制作された。なお、このCDに収録されていない挿入歌として「Chai Maxx ZERO」という曲がある。

### 青春賦
作詞：桑原永江 / 作曲：しほり / 編曲・プロデュース：冨田恵一
歌詞・動画 - 歌ネット
エンディングで使われている主題歌。映画のクランクアップ後にレコーディングを行い、歌途中のモノローグ部分は5人が役になりきって演じている。
楽曲プロデュースは、MISIAの「Everything」も手がけた“ポップ・マエストロ”こと冨田恵一。ピアノ・ギター・ベースなどほぼ全ての楽器を自ら演奏し、トリートメント（音の質感を整える作業）まで施している。コーラスとストリングス（弦楽器）も加わったこのサウンドを、音楽評論家の堀埜浩二は「我が国の録音芸術における頂点」と評している。
2016年には、横浜アリーナでソロライブを開催した佐々木彩夏が「青春賦」を手話つきで歌唱するシーンもあり話題に。これは2年前から手話を習い始めた母に影響され、「音楽は全ての人に平等に与えられるもの」と考え、自ら提案した企画であった。
2017年2月8日、姉妹グループ・私立恵比寿中学のメンバー松野莉奈が18歳で夭逝したのを受け、4日後に横浜アリーナで開催されたイベント「ももクロくらぶxoxo〜バレンタインDE NIGHT だぁ〜Z！2017〈バレンタイン・裏〉」の開演前に5人揃って登場し、百田が代表して追悼の挨拶を行い、ライブパートのアンコールでは彼女のイメージカラーであった青いスポットライトに照らされ、この曲を捧げた。
『月刊ピアノ』2015年4月号にピアノスコア、並びに“「幕が上がる｣と音楽”という特集が掲載された。

### 走れ!-Z ver.-
作詞：NOBE・モリモトコージ / 作曲：KOJI oba・michitomo / 編曲：michitomo
歌詞・動画 - 歌ネット
エンディングで使われている挿入歌。早見あかりが所属していた「ももいろクローバー」時代に発表されたものを、Zバージョンとして5人で再録（なお、オリジナルバージョンは映画『モテキ』の挿入歌として使われていた）。
ライブでこの曲が演じられる際には、最後のサビで全ての照明が消され、メンバーとファンが振る色とりどりのペンライトだけで場内が埋め尽くされる光景が名物となっている。東京大学准教授（当時）の安西信一は著書『ももクロの美学』の中で、ももクロとそれに同期する観客の「体」の動きによって、「ココロ」を超えた「体」の不思議な繋がりの力がもたらされ、両者の一体化が成就すると描写している。『スペースシャワーTVプラス』のももクロ特集（2013年4月放送）では「ライブでアガる曲ランキング」の1位となった。

### 行く春来る春
読み：ゆくはる くるはる
作詞：久保田洋司 / 作曲：ツキダタダシ / 編曲：近藤研二
歌詞・動画 - 歌ネット
映画挿入歌。主人公のさおりと中西さんが全国高等学校演劇大会の見学に向かうシーンで使われている。

作詞の久保田曰く、松尾芭蕉をイメージして作詞したとの事。

### Link Link
作詞：只野菜摘 / 作曲：小川コータ / 編曲：生田真心
歌詞・動画 - 歌ネット
映画挿入歌。富士ケ丘高校の演劇部が夏の合宿に向かうシーンで使われている。
佐々木彩夏がフィーチャーされた曲で、ちょうど高校卒業を迎えた彼女と歌詞の内容に近かったこともあり、歌い出しと落ちサビのソロパートを任された。また、曲名も担当カラーの「ピンク」に近い語呂になっている。
「アウトロのラストはチャイム」という歌詞に合わせ、実際に曲の終わりでは鐘が鳴る。また、メンバーが出演している米久「御殿場高原あらびきポーク」のCMソングにも起用された。
10周年BESTアルバム『MOMOIRO CLOVER Z BEST ALBUM「桃も十、番茶も出花」』〈初回限定 -モノノフパック-〉のファン投票企画で3位に選ばれている。
2023年には、「Link Link -ZZ ver.-（ダブルゼータ バージョン）」を、2018年以降のメンバー4人体制バージョンとして制作。配信限定アルバム『ZZ’s III』に収録された。

## 参加ミュージシャン
青春賦
- ストリングス：金原千恵子ストリングス
- コーラス：東亜学園高等学校コーラス部
- 他の楽器演奏（ドラムのみ打ち込み）・トリートメント・プロデュース：冨田恵一

走れ! -Z ver.-
- キーボード＆プログラミング：michitomo
- ギター：Seku

行く春来る春
- フルート：宮地夏海
- エレクトリック・ギター＆プログラミング：近藤研二

Link Link
- プログラミング：生田真心（テレビ朝日ミュージック）

## トラックリスト

### 初回限定盤A
1. 青春賦 [5:16]
2. 走れ! -Z ver.- [4:45]
3. 行く春来る春 [5:01]
4. 青春賦（off vocal ver.）
5. 走れ! -Z ver.-（off vocal ver.）
6. 行く春来る春（off vocal ver.）

Blu-ray：青春賦（ミュージック・ビデオ）

### 初回限定盤B
1. 青春賦
2. 走れ! -Z ver.-
3. Link Link [5:14]
4. 青春賦（off vocal ver.）
5. 走れ! -Z ver.（off vocal ver.）
6. Link Link（off vocal ver.）

Blu-ray：走れ! -Z ver.-（ミュージック・ビデオ）

### 通常盤
1. 青春賦
2. 走れ! -Z ver.-
3. 行く春来る春
4. Link Link
5. 青春賦（off vocal ver.）
6. 走れ! -Z ver.-（off vocal ver.）
7. 行く春来る春（off vocal ver.）
8. Link Link（off vocal ver.）

## 映画「幕が上がる」オリジナル・サウンドトラック
シングル「青春賦」と同日に映画『幕が上がる』のサウンドトラックも発売された。
「青春賦（Movie ver.）」を含む全26曲。本編において使われた、以下グループ歴代曲の映画用BGMを収録。
- ももいろパンチ
- ミライボウル
- シングルベッドはせまいのです
- 行くぜっ!怪盗少女
- あの空へ向かって

さらにボーナストラックとして、以下のシーン（映画の音声）がその場面のBGMとともに収録されている。
- 銀河鉄道みたい（シーン #57） - 駅のホームで、さおりと中西さんが語り合うシーン
- 行くぞ全国（シーン #94） - 大会の直前に、さおりが部員を前にして想いを語るシーン
- 幕が上がる（シーン #100〜106） - ラストシーン